# Paul Tibbets
Paul Warfield Tibbets, Jr. (Quincy, 1915 - Columbus, 2007) fou un militar estatunidenc, que va pilotar l'Enola Gay, el primer avió a llançar una bomba atòmica.

## Biografia

### Infància i joventut
Tibbets va néixer el 23 de febrer de 1915 a la localitat estatunidenca de Quincy, a l'estat d'Illinois, sent fill de Paul Warfield Tibbets Sr. i d'Enola Gay Haggard. De jove va viure a Cedar Rapids (Iowa), on el seu pare tenia un negoci de confecció a l'engròs, tal com recull el cens de població dels EUA l'any 1920. El cens de 1930 indica que es traslladaren a viure a Des Moines, ciutat del mateix estat. Poc després es varen traslladar a Miami, a l'estat de Florida. Tibbets cursà estudis a la Universitat de Florida situada a Gainesville, i fou un membre iniciat de la secció Èpsilon Zeta de la fraternitat Sigma Ni l'any 1934.

### Allistament i guerra
El 25 de febrer de 1937, Tibbets va ingressar com a alumne pilot al Cos Aeri de l'Exèrcit a Fort Thomas a l'estat de Kentucky. L'any 1938 fou promocionat a sotstinent rebent la insígnia a la base aèria de Kelly Field, Texas (posteriorment Kelly AFB i ara Kelly Field Annex de Lackland AFB). Tibbets fou nomenat comandant de la 340a Esquadra Bombardera pilotant avions B-17 Flying Fortress el març de 1942. Destinat a la RAF Polebrook, pilotà el primer bombarder de la Eight Air Force encarregat d'una missió de bombardeig a Europa el 17 d'agost de 1942. Després comandà missions de combat al Teatre d'Operacions de la Mediterrània fins que retornà als Estats Units per provar avions B-29 Superfortress. "Per reputació", Tibbets era "el millor pilot de la Forces Aèries de l'Exèrcit". Un dels que va subscriure aquesta reputació va ser Dwight D. Eisenhower, del qui Tibbets serví com a pilot personal en algunes ocasions durant la guerra.

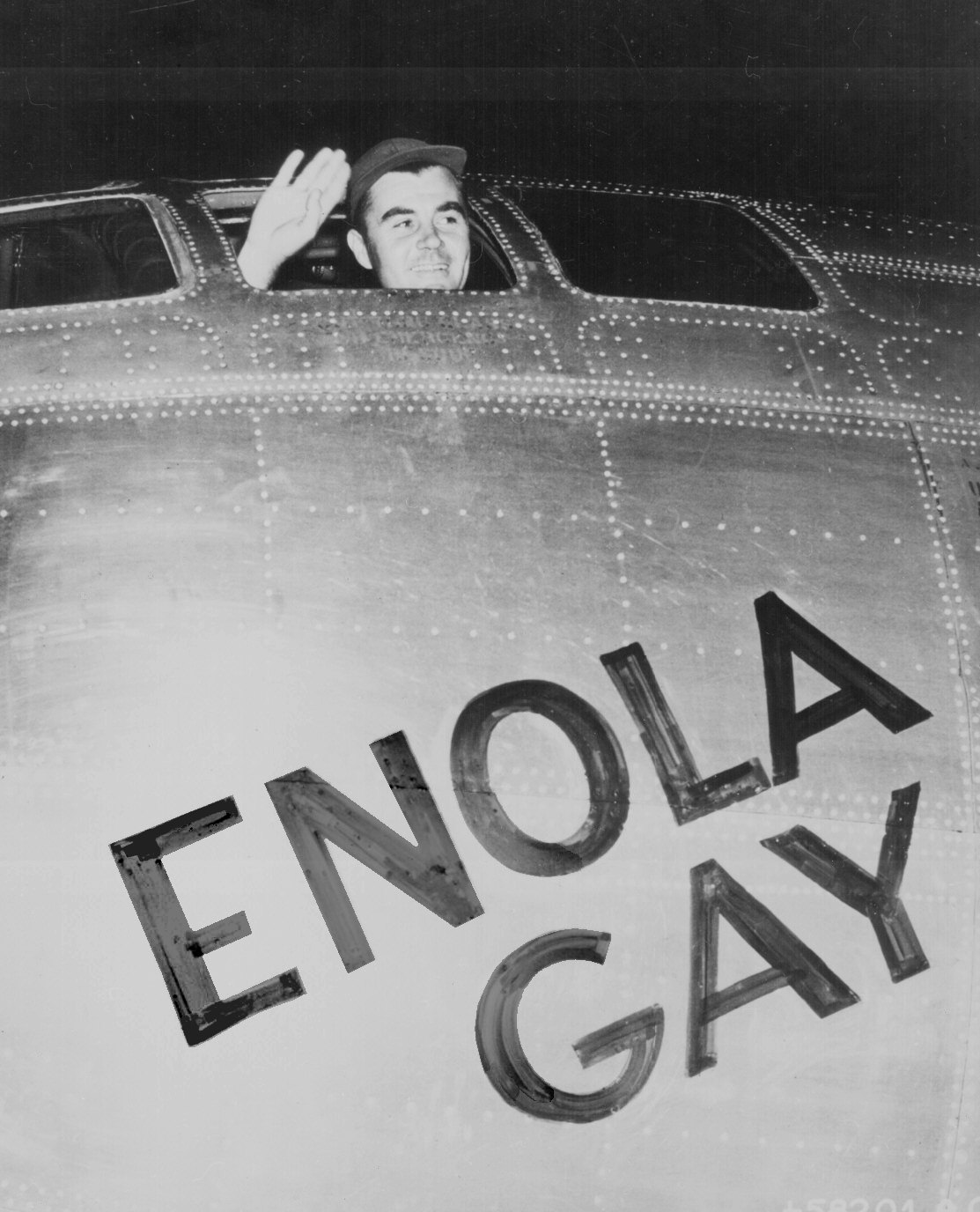
El Coronel Paul Tibbets Jr. sobre el bombarder amb el qual va llançar la primera bomba atòmica de la història, batejat amb el nom de la seva mare, Enola Gay

El setembre de 1944 va ser seleccionat per comandar el projecte a la Base Aèria de Wendover, a Utah, que esdevingué el 509è Grup compost, en connexió amb el Projecte Manhattan. El 5 d'agost de 1945, el ja coronel Paul Tibbets, va batejar el B-29 amb nombre de sèrie 44-86292 amb el nom d'Enola Gay, en honor de la seva mare (que tingué aquest nom per una heroïna d'una novel·la que agradà al seu pare). A les 2:45 del matí del 6 d'agost, l'avió s'enlairà de l'Illa Tinian, a les Illes Mariannes Septentrionals, cap a Hiroshima (Japó) amb Tibbets al capdavant. La bomba atòmica, amb el nom en codi Little Boy, va ser llançada a les 8:15 del matí (hora local) des d'una alçada de 9.600 metres, i va explotar 43 segons després a una alçada de 550 metres.
La pel·lícula Above and Beyond (1952) mostra els esdeveniments de la Segona Guerra Mundial que involucren a Tibbets, amb la interpretació de Robert Taylor com a Tibbets i Eleanor Parker com a Lucy, la seva primera muller. L'any 1980, la pel·lícula per a televisió Enola Gay: The Men, the Mission, the Atomic Bomb tornà a escenificar de forma més fictícia la història de Tibbets i els seus homes, amb Patrick Duffy encarnant el protagonista i Kim Darby interpretant a Lucy. Tibbets també ha estat representat a les pel·lícules Day One i The Beginning or the End.
El seu matrimoni amb Lucy Wingate acabà en divorci l'any 1955; casant-se poc després amb Andrea. L'any 1959 fou ascendit a general de brigada, i es retirà de les Forces Aèries dels Estats Units el 31 d'agost de 1966.

### Després de la guerra

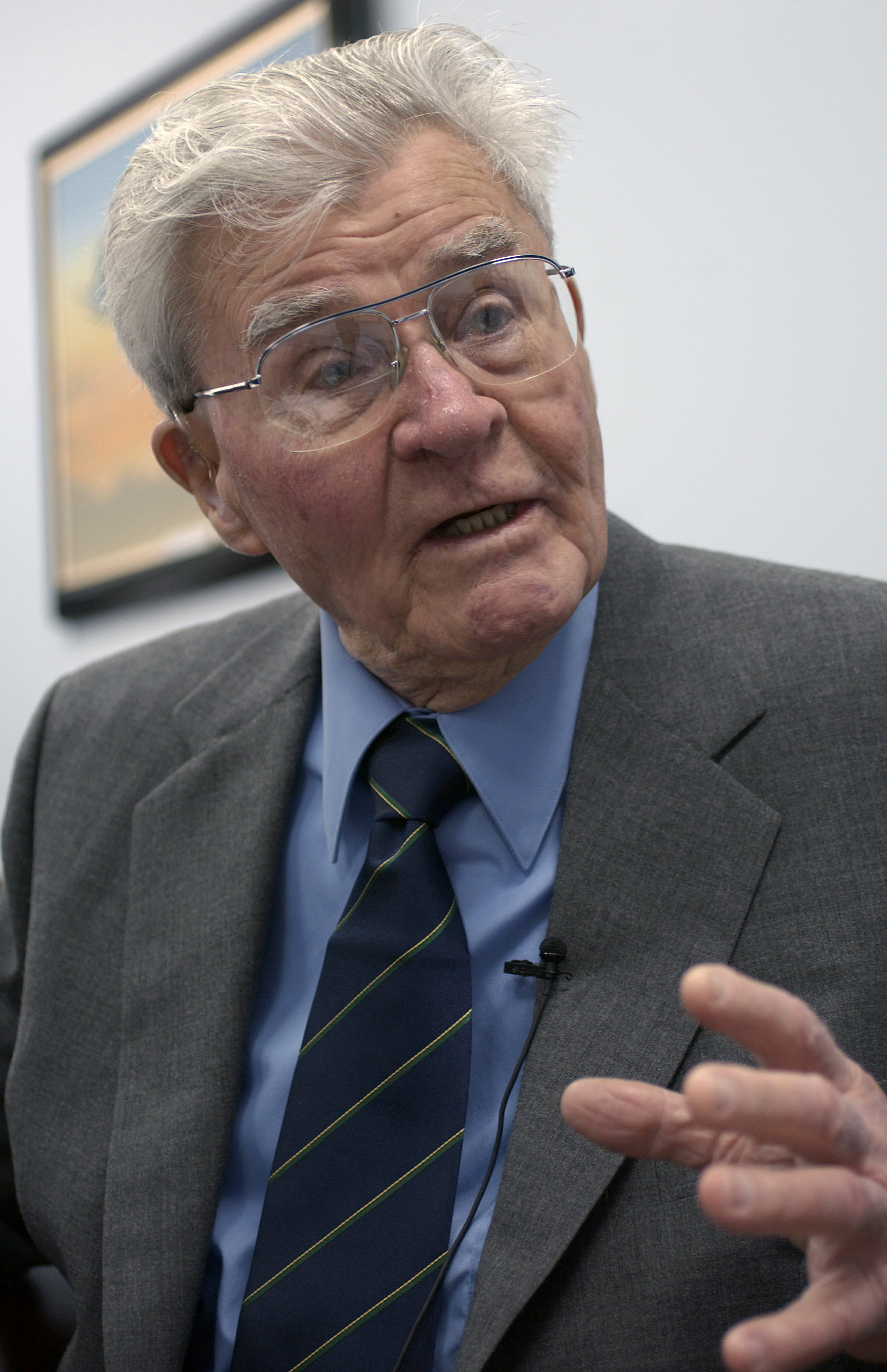
Tibbets al 2003

Als anys 60 va ser destinat com a agregat militar a l'Índia, però a causa de les protestes en contra seva va ser traslladat. Després de retirar-se de les Forces Armades, treballà per a Executive Jet Aviation una empresa de taxis aeris situada a Columbus, actualment anomenada NetJets. Es retirà de l'empresa l'any 1970 per tornar a Miami. Pocs anys després tornà a ingressar a les files d'Executive Jet Aviation després de vendre's la casa de Miami l'any 1974. Fou president de la companyia des de 1976 fins a 1987, any de la seva retirada definitiva.
El govern dels Estats Units es disculpà al Japó l'any 1976 després que Tibbets reproduís el bombardeig en un B-29 restaurat a una demostració aèria de Texas. Tibbets afirmà que no tenia la intenció d'insultar als japonesos amb l'espectacle aeri.
El 1995, titllà de "gran i maleït insult" una exposició programada pel 50è aniversari de l'Enola Gay a la Smithsonian Institution, en la que s'intentava contextualitzar el bombardeig amb la destrucció que va provocar.
L'any 1982 feren una entrevista a Paul Tibbets a la pel·lícula Atomic Cafe. També apareix a la sèrie documental britànica The World at War en una entrevista feta a la dècada de 1970.
Tibbets no expressà cap remordiment pel que fa a la decisió de llençar la bomba. En una entrevista de 1975 digué: "Estic orgullós d'haver començat amb res, planejar-ho, i haver-ho fet funcionar tan bé com ho va fer... Dormo cada nit tranquil·lament". El març de 2005, va manifestar, "si es donessin les mateixes circumstàncies, ho tornaria a fer."

### Mort
Morí l'1 de novembre de 2007 a la casa on vivia de Columbus, a l'estat d'Ohio (Estats Units). En els darrers anys patí insuficiències cardíaques i petits accidents vasculars cerebrals, motiu que l'obligà a estar ingressat a l'hospital en més d'una ocasió.
Tibbets especificà al seu testament que no volia cap funeral després de la seva mort, ni tampoc que fos enterrat en una tomba per tal d'evitar que fos un punt de pelegrinatge d'activistes antinuclears. Tibbets demanà que fos incinerat i que les seves cendres fossin llençades a les aigües del Canal de la Mànega.

## Condecoracions
- Creu del Servei Distingit
- Legió del Mèrit
- Creu dels Vols Distingits
- Cor Porpra
- Medalla de l'Aire
- Medalla de la Menció Encomiable a l'Exèrcit
- Medalla del Servei de Defensa Americana
- Medalla de la Campanya Americana
- Medalla de la Campanya Europea-Africana-Orient Mitjà
- Medalla de la Campanya Asiàtica-Pacífica
- Medalla de la Victòria a la II Guerra Mundial